# Steuerung (Raumplanung)
Der Begriff Steuerung bezeichnet in der Raumplanung sowohl das Erfordernis der Steuerung durch Planung als auch das Erfordernis der Steuerung von Planung. Damit ist gemeint, dass Raumplanung einerseits Entwicklungsprozesse steuern und kontrollieren soll, aber andererseits selbst auch einer ausgeklügelten, gut überlegten Ablauf- und Aufbauplanung bedarf, um Termine und Abläufe zu koordinieren.

## Erfordernis der Steuerung von Planung
Steuerung von Planung meint, dass Planung als Entscheidungsvorbereitung bzw. als Vorbereitung von Entscheidungen im Planungsprozess zu sehen ist. Hierbei geht es um die Koordination von Terminen, Abläufen und Handlungsvorbereitungen im Rahmen der Planung von raumplanerischen Konzepten und ist Grundlage für deren Kalkulation und Überschaubarkeit. Sie kann auch bei Abwägungsentscheidungen behilflich sein. Dabei bedient sich die Raumplanung verschiedenen Instrumenten der Wirtschaftswissenschaften wie dem Projektstrukturplan.

## Erfordernis der Steuerung durch Planung
Mit der Steuerung durch Planung ist die klassische Anwendung von Planung als Steuerungsmodus einer Vielzahl von Planungsinstrumenten hoheitlicher Planung gemeint, um verschiedene städtebauliche Entwicklungen zu beeinflussen. Dabei handelt es sich um einen mehrstufigen Prozess, mit dem eine zielgerichtete, in die Zukunft gerichtete und gestaltende Planung erreicht werden soll, der städtebauliche Missstände, soziale und ökologische Probleme verbessern und vorbeugen soll.

## Prämissen der Steuerung von Planungsprozessen
Die Komplexität eines Planungsproblems ergibt sich durch:
- Standortbedingte und politische Rahmenbedingungen
- Akteursstruktur
- Inhaltliche Breite der Problemstellung
- Vielschichtigkeit der Problemstellung
- Größe der Planung
- zeitlicher Rahmen der Planung